# César Ramón Ortega Herrera
César Ramón Ortega Herrera (Salom, 16 luglio 1938 – Valencia, 8 aprile 2021) è stato un vescovo cattolico venezuelano.

## Biografia
César Ramón Ortega Herrera nacque nella parrocchia di Salom, nella municipalità di Nirgua, nello stato di Yaracuy, il 16 luglio 1938. Era figlio di don Sabas Ortega Díaz e di Doña María Sara Herrera.

### Formazione e ministero sacerdotale
Completò gli studi liceali presso il seminario "Cristo Re" di Ciudad Bolívar e si diplomò come normalista presso il seminario "Divina Pastora" di Barquisimeto. Conseguì la licenza in filosofia e teologia presso l'Università di Ottawa. Ottenne anche una seconda licenza in educazione.
Il 30 giugno 1963 fu ordinato presbitero nella cattedrale arcidiocesana da monsignor Juan José Bernal Ortiz. In seguito fu vicario parrocchiale della parrocchia della cattedrale di San Tommaso a Ciudad Bolívar, cappellano militare, professore di varie discipline, direttore della Scuola "Nostra Signora di Coromoto" a Ciudad Bolívar, canonico razionatore e successivamente canonico dottore del capitolo della cattedrale di San Tommaso, rettore del seminario minore e vicario generale dal 1974.

### Ministero episcopale
Il 25 agosto 1983 papa Giovanni Paolo II lo nominò vescovo di Margarita. Ricevette l'ordinazione episcopale il 28 ottobre successivo nella cattedrale di San Tommaso a Ciudad Bolívar dall'arcivescovo metropolita di Ciudad Bolívar Crisanto Darío Mata Cova, co-consacranti il vescovo di San Felipe Tomás Enrique Márquez Gómez e quello di Barcelona Constantino Maradei Donato. Prese possesso della diocesi il 1º novembre successivo.
Durante il suo ministero episcopale creò un gran numero di parrocchie, prodotto dello sforzo apostolico suo e dei suoi sacerdoti e parrocchiani. Allo stesso modo ordinò alcuni sacerdoti. In ogni comunità, in ogni paese, in ogni parrocchia che visitava, non smetteva di invocare nuove vocazioni sacerdotali. Insisteva perché ogni comunità si desse i propri sacerdoti, perché il sacerdote è luce nella comunità: è maestro delle virtù eterne. È lui il consacrato che offre il sacrificio eucaristico a Dio e alla comunità dei credenti nel Signore. Il sacerdote è la continuità dell'opera redentrice di Cristo.
Allo stesso modo, nella diocesi di Margarita, ebbe una grande proiezione catechetica, una questione molto importante nella missione dei vescovi. Anche la famiglia fu una questione molto rilevante nel suo lavoro pastorale e insistette molto sull'unità coniugale. La pastorale sociale, la liturgia e la spiritualità non andarono sottobanco, ma tutte le attività ecclesiali furono avvicinate e messe in pratica nell'ambito di questi servizi elementari per la conoscenza umana e spirituale.
Un altro risultato del suo ministero episcopale fu l'elevazione del santuario di Nostra Signora della Valle al rango di basilica minore. Avanzò la richiesta personalmente a papa Giovanni Paolo II in un'udienza privata concessagli il 22 marzo 1994, nell'ambito della visita ad limina condotta dall'episcopato del Venezuela nello stesso anno. Il 7 giugno successivo il pontefice accondiscese all'elevazione. La cerimonia si svolse l'8 dicembre 1995, giorno in cui la Chiesa cattolica celebra la solennità dell'Immacolata Concezione della Beata Vergine Maria.
Costruì anche il Museo Diocesano della Virgen del Valle, un luogo dove sono raccolti tutti gli ex voto che la gente dello Stato di Nueva Esparta e di altri luoghi del Venezuela hanno offerto alla Virgen del Valle. Costruì anche la casa del pellegrino, l'unità educativa "Instituto Diocesano" di El Valle del Espíritu Santo e la casa pastorale. A sua volta, nel 1986 celebrò il 75º anniversario dell'incoronazione canonica della Virgen del Valle alla presenza del cardinale José Ali Lebrun Moratinos, arcivescovo di Caracas.
Il 21 giugno 1997 papa Giovanni Paolo II lo nominò anche amministratore apostolico sede vacante di Barcelona. Il 15 luglio dell'anno successivo lo stesso pontefice lo nominò vescovo di quella sede. Prese possesso della diocesi il 28 ottobre successivo.
Durante il suo episcopato accrebbe notevolmente le vocazioni sacerdotali e religiose e celebrò i 50 anni dell'erezione della diocesi. Ideò il pellegrinaggio alla basilica del Cristo di Giuseppe, posta sulla strada nazionale per Caracas. Portò per la prima volta in pellegrinaggio attraverso lo stato di Anzoátegui le reliquie di San Celestino martire, patrono di Barcellona. Ricevette per la prima volta l'immagine di Nostra Signora di Coromoto nel complesso sportivo Simón Bolívar.
Nel giugno del 2009 compì la visita ad limina.
Il 20 gennaio 2014 papa Francesco accettò la sua rinuncia all'incarico per raggiunti limiti di età.
Morì a Valencia la notte dell'8 aprile 2021 all'età di 82 anni per COVID-19. Le esequie si tennero il 17 aprile alle ore 10 nella cattedrale di San Cristoforo a Barcelona e furono presiedute da monsignor Jorge Aníbal Quintero Chacón, suo successore.

## Genealogia episcopale e successione apostolica
La genealogia episcopale è:
- Cardinale Scipione Rebiba
- Cardinale Giulio Antonio Santori
- Cardinale Girolamo Bernerio, O.P.
- Arcivescovo Galeazzo Sanvitale
- Cardinale Ludovico Ludovisi
- Cardinale Luigi Caetani
- Cardinale Ulderico Carpegna
- Cardinale Paluzzo Paluzzi Altieri degli Albertoni
- Papa Benedetto XIII
- Papa Benedetto XIV
- Papa Clemente XIII
- Cardinale Bernardino Giraud
- Cardinale Alessandro Mattei
- Cardinale Pietro Francesco Galleffi
- Cardinale Giacomo Filippo Fransoni
- Cardinale Carlo Sacconi
- Cardinale Edward Henry Howard
- Cardinale Mariano Rampolla del Tindaro
- Cardinale Antonio Vico
- Arcivescovo Filippo Cortesi
- Arcivescovo Lucas Guillermo Castillo Hernández
- Arcivescovo Crisanto Darío Mata Cova
- Vescovo César Ramón Ortega Herrera

La successione apostolica è:
- Vescovo José Manuel Romero Barrios (2012)